# Jakub Schikaneder

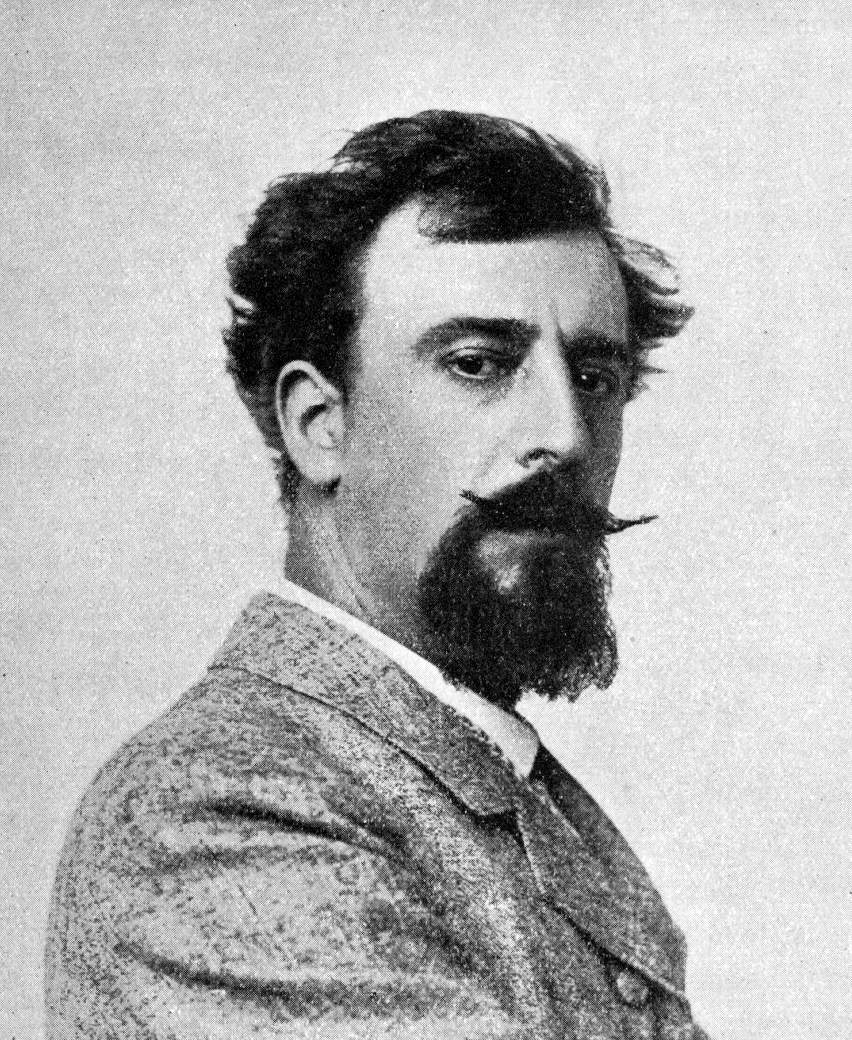
Jakub Schikaneder

Jakub Schikaneder (* 27. Februar 1855 in Prag; † 15. November 1924 ebenda) war ein böhmischer Maler.

## Leben
Schikaneder stammte aus der Familie eines deutschen Zöllners, seine Mutter Leokadie (geborene Běhavá) war tschechischer Herkunft. Zum Geburtsdatum gibt es in der älteren Literatur unterschiedliche Angaben, es werden abweichend der 16. August 1842 und der 1. oder 15. März 1855 angegeben. Trotz der ärmlichen Verhältnisse der Familie wurde ihm ein Studium ermöglicht. Ein Grund dafür war auch die Kunstliebe der Familie, zu deren Vorfahren auch Emanuel Schikaneder gehörte, der das Libretto zur Mozarts Singspiel Die Zauberflöte (1791) schrieb. Nach seinem Studium von 1871 bis 1879 an der Prager Akademie, unter anderem bei Josef Mathias Trenkwald und Jan Swerts, und in München bei Gabriel von Max sowie in Paris war er mit Emanuel Krescenc Liška an der Ausstattung der Königsloge im Nationaltheater beteiligt. Diese Werke gingen jedoch beim Brand 1881 verloren. Danach reiste er durch Europa, besuchte Deutschland, England, Schottland, die Niederlande, die Schweiz, Italien und Frankreich.
Der im deutschsprachigen Raum auch Jakob Schikaneder genannte Künstler war auch als Illustrator für Bücher tätig.
An der Prager Kunstgewerbeschule wurde er 1888 provisorischer Hilfslehrer und 1890 wirklicher Lehrer. Als Professor lehrte er dort von 1891 bis 1923. Er gehörte zu den Bewunderern der Münchner Schule Ende des 19. Jahrhunderts.
1884 erhielt Schikaneder ein Stipendium des österreichischen Ministers für Kultus und Unterricht. Am 19. April 1906 wurde ihm das Ritterkreuz des Franz-Joseph-Ordens verliehen.
Jakub Schikaneder starb im Alter von 69 Jahren und wurde auf dem Friedhof Vinohrady (Vinohradský hrbitov) in seiner Heimatstadt beigesetzt.

## Werke

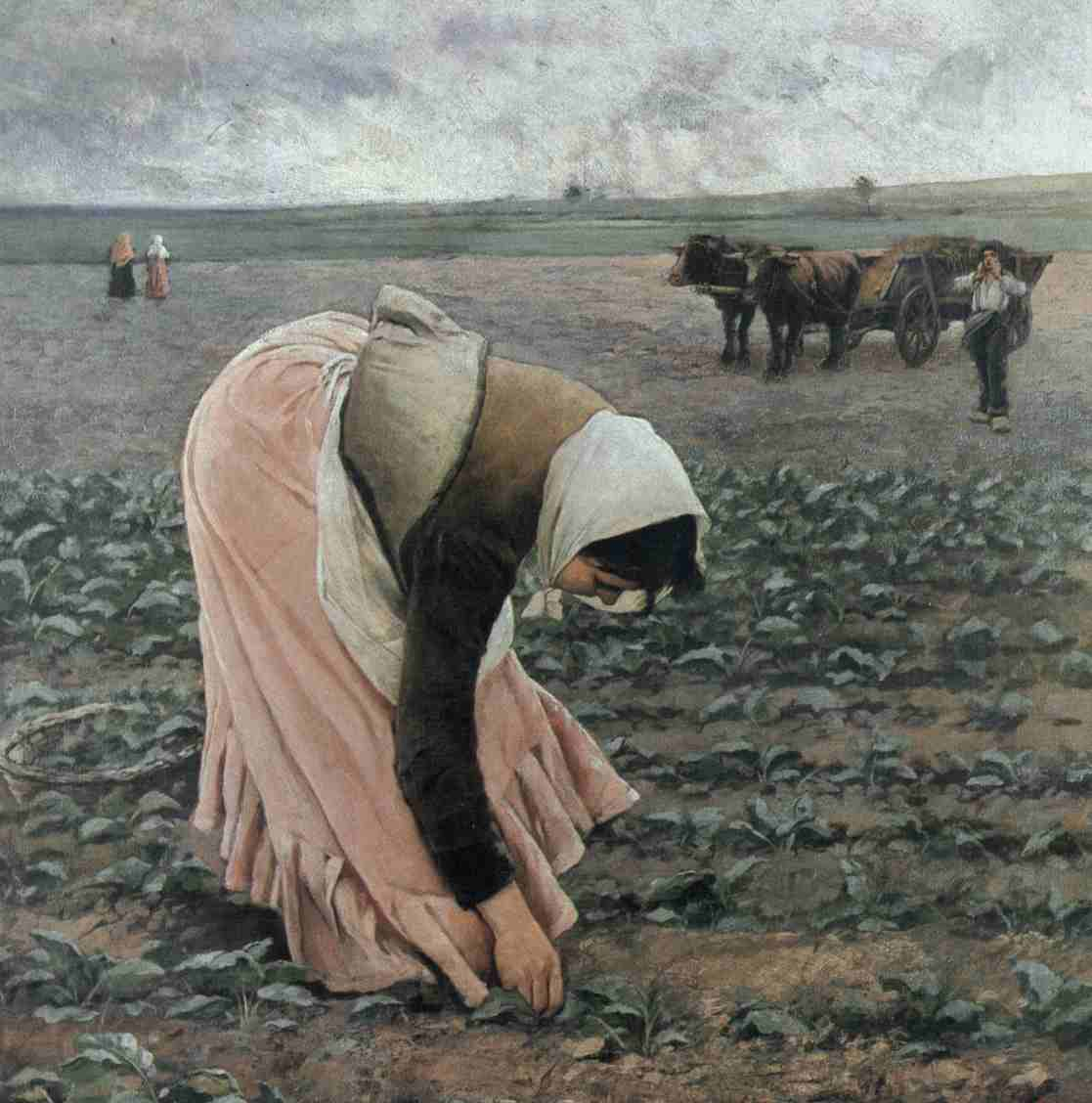
Jäterin (1887)

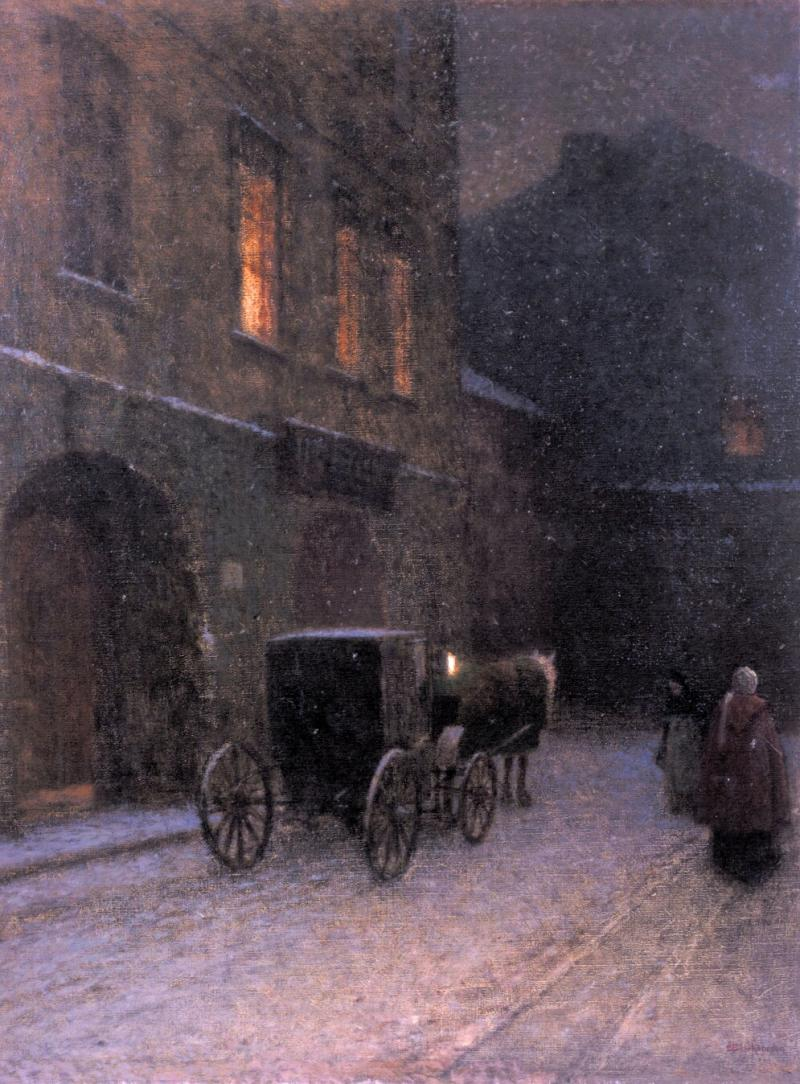
Alt-Prager Winkel, Öl auf Leinwand, 1900–1905

Schikaneder malte melancholisch angehauchte Bilder meist mit älteren, armen oder verstoßenen Menschen. Weitere beliebte Motive waren der Herbst und Winter, Prager Ecken, Gassen und Moldauufer, meist am Frühabend oder verhüllt vom Nebel. Sein erstes bekanntes Werk war das Gemälde „Lollarde“.
- Im Haine der Venus, 1879[14]
- Die Lollarden-Procession oder Das Sühnungsgebet, 1882[15]
- Kräuterfrau, 1882
- Illustrationen für das Buch Für Freiheit und Glauben von Adolf Heyduk, 1884[6]
- Traurige Heimkehr oder Trübe Heimfahrt, 1886/87
- Mord im Hause, 1890[16][17] (Bild)
- Die geheimnisvolle Mordthat, 1893[18]
- Alt-Prager Winkel, 1900–1905
- Dämmerung, 1902[19]
- Winterabend in der Stadt, 1907–1909
- Gegen Abend auf dem Hradschin, 1909–1913

## Rezension
„Das rege Kunstleben der Gegenwart hat seit zwei Jahrzehnten eine neue Epoche der Kunst hervorgebracht, von der auch unser enger Kunstkreis in producttve Bewegung gesetzt wurde, welche um so beachtenswerther ist, als sie ohne jede äußere Aufforderung, ganz spontan, in sehr bedeutenden Schöpfungen zu Tage tritt. Eine hervorragende Schöpfung dieser Art ist das soeben im Salon der Nikolaus Lehmann'schen Hofkunsthandlung ausgestellte große culturhistorische Gemälde ‚Lollarden-Procession‘ von unserem begabten Landsmanne Jakob Schikaneder. Der Titel des Gemäldes bezeichnet erschöpfend den Gegenstand. Eine fanatische Secte ist aus einer wahrscheinlich durch Leporosie oder ein anderes Strafgericht heimgesuchten Stadt in Procession ausgezogen, um durch zerknirschtes Gebet und ein Autodafé von weltlichen Büchern den Zorn des Himmels zu versöhnen. Die zu diesem Unternehmen gewählte Zeit, kurz nach Sonnenuntergang, die öde Gegend, der Abendnebel geben dem ganzen Vorgang einen fröstelnd grauen Hintergrund als Grundton für dessen ganze Stimmung. Der aufgehende Vollmond, sowie die im Vordergrunde das nebelfeuchte Material langsam verzehrende Flamme dienen nur dazu, das düstere Grau durch einigen Contrast noch stärker hervorzuheben. Die Gruppe der stehenden, knieenden, hingesunkenen, um die Kirchenfahne gruppirten Lollarden drückt in consequenter Weise in den verschiedenen Charakteren und Abstufungen nur das Aufgehen in die geschilderte Situation aus, harmonirt mit dem angeschlagenen Grundton der Stimmung des Ganzen und bildet ein wahrhaft einheitliches Kunstwerk.“